# Letenye
Letenye é uma cidade da Hungria, situada no condado de Zala. Tem 41,74 km² de área e sua população em 2019 foi estimada em 4.001 habitantes.